# ويلارد جوزيف شامبرلن
ويلارد جوزيف شامبرلن (بالإنجليزية: Willard Joseph Chamberlin)‏ هو عالم حشرات أمريكي، ولد في 1890، وتوفي في 1971.